# Katie Toft
Pour les articles homonymes, voir Toft.
Katie Toft, née le 28 janvier 1993 dans le Derbyshire, est une coureuse para-cycliste britannique. Multi-médaillée lors des championnats monde, à la fois sur route et sur piste, c’est l’une des meilleures para-cyclistes de sa génération.

## Biographie

### Handicap
Née avec une paralysie cérébrale, Katie Toft concourt dans la catégorie C1, et exceptionnellement C2.

### Carrière
En 2018, Katie Toft est sacrée double-championne du monde sur route C1, en remportant la course en ligne et l’épreuve chronométrée. Elle gagne également le championnat du monde de la poursuite C1, remportant un troisième titre mondial durant la saison,. En 2019, elle termine deuxième des championnats du monde sur route mais remporte deux médailles d’or sur piste, en poursuite C1 et en scratch C1-C2,. En 2022, elle remporte pas moins de quatre médailles d’or lors des championnats du monde sur piste, reportant le contre-la-montre, la poursuite, le scratch et l’omnium, en catégorie C1,,,. Enfin, en 2024, elle termine deuxième de ces quatre disciplines et repart sans médailles d’or,,,.

## Palmarès sur route

### Par année
- 2018
  -  Championne du monde sur route C1
  -  Championne du monde de contre-la-montre C1
- 2019
  - 2e du championnat du monde sur route C1
  - 2e du championnat du monde de contre-la-montre C2
- 2023
  - 3e du championnat du monde de contre-la-montre C1
- 2024
  - 2e du championnat du monde de contre-la-montre C1

## Palmarès sur piste

### Championnats du monde
- 2018
  -  Médaille d’or de la poursuite C1
- 2019
  -  Médaille d’or de la poursuite C1
  -  Médaille d’or du scratch C1-C2
  -  Médaille d’argent du contre-la-montre C1
- 2022
  -  Médaille d’or du contre-la-montre C1
  -  Médaille d’or de la poursuite C1
  -  Médaille d’or du scratch C1
  -  Médaille d’or de l’omnium C1
- 2024
  -  Médaille d’argent du contre-la-montre C1
  -  Médaille d’argent de la poursuite C1
  -  Médaille d’argent de l’omnium C1
  -  Médaille d’argent du scratch C1